# AC Viktoria Viena
 Athletiksport Club Viktoria Viena a fost un club sportiv destinat în principal atletismului și fotbalului fondat în anul 1898. De altfel clubul a fost unul din membrii fondatori ai Bundesligii în anul 1911.

## Istoric
Cu ocazia Ediției a II-a a Cupei Challenge, AC Viktoria Viena ajunge să joace în finala celei mai importantei competiții de pe teritoriului Imperiul Austriac (atunci parte a statului dualist Austro-Ungaria). Pe 5 martie 1899 AC Viktoria Viena pierde în fața concitandinei, First Vienna FC 1894 cu scocrul de 1-4.
În anul 1911 AC viktoria a fuzionat cu Wiener Sport-Club din cauza problemelor financiare. A urmat o nouă fuziune cu Vienna Cricket and Football Club.

## Palmares
- Vice-Campioană Cupa Challenge: 1899